# 圆嘴山遗址
圆嘴山遗址，位于中国甘肃省泾川县，为一个省级文物保护单位，类型为古遗址。
圆嘴山遗址的历史年代为新石器时代至青铜时代、周。